# Špes
Špes je priimek več znanih Slovencev:
- Janez Špes (*1942), gospodarstvenik
- Metka Špes (*1950), geografka, strokovnjakinja za okolje
- Tanja Špes, pisateljica (znan. fantastike)